# Травники (Свентокшиське воєводство)
Травники (пол. Trawniki) — село в Польщі, у гміні Смикув Конецького повіту Свентокшиського воєводства.
Населення — 75 осіб (2011).
У 1975—1998 роках село належало до Келецького воєводства.

## Демографія
Демографічна структура на день 31 березня 2011 року:
|          | Загалом | Допрацездатний вік | Працездатний вік | Постпрацездатний вік |
| -------- | ------- | ------------------ | ---------------- | -------------------- |
| Чоловіки | 34      | 6                  | 24               | 4                    |
| Жінки    | 41      | 7                  | 25               | 9                    |
| Разом    | 75      | 13                 | 49               | 13                   |